# Manchester City Football Club 2019-2020
Questa pagina raccoglie i dati riguardanti il Manchester City Football Club nelle competizioni ufficiali della stagione 2019-2020.

## Stagione
La stagione, la quarta consecutiva con Pep Guardiola in panchina, si apre con il successo nel Community Shield contro il Liverpool ai calci di rigore.
In Premier League il Manchester City, fin dall'avvio, non riesce a tenere il passo del Liverpool e alla fine del girone d'andata il divario dai Reds è già ampio. Nel girone di ritorno i Citizens non riescono nel tentativo di avvicinare il Liverpool, che si laurea campione con sette giornate d'anticipo, e devono accontentarsi di confermare il secondo posto, che vale la qualificazione alla fase a gironi della successiva Champions League.
In League Cup, dopo aver eliminato Preston N.E., Southampton e Oxford Utd, il Manchester City supera i rivali cittadini del Manchester Utd in semifinale e l'Aston Villa in finale, conquistando il trofeo (per il club è il settimo titolo nella storia della competizione). In FA Cup, invece, i Citizens eliminano Port Vale, Fulham, Sheffield Weds e Newcastle Utd, ma devono fermarsi in semifinale con l'Arsenal.
In Champions League il Manchester City chiude il proprio girone al primo posto, davanti all'Atalanta, allo Šachtar e alla Dinamo Zagabria, e si qualifica alla fase ad eliminazione diretta. Nei quarti di finale però, dopo aver superato il Real Madrid nel turno precedente, la squadra di Guardiola viene eliminata dall'Olympique Lione e deve rinunciare alla possibilità dell'affermazione internazionale.

## Maglie e sponsor
A partire dalla stagione 2019-2020 cambia lo sponsor tecnico: non più Nike, ma Puma. Lo sponsor ufficiale rimane Etihad Airways.
In occasione delle ultime due gare di campionato e in quelle di Champions League di agosto, i giocatori scendono in campo con la divisa home della stagione 2020-21.
| Casa | Casa (Luglio-Agosto 2020) | Trasferta | Terza divisa | Community Shield |

## Rosa
Rosa, numerazione e ruoli, tratti dal sito ufficiale, sono aggiornati al 7 agosto 2020.
| N. |                        | Ruolo | Calciatore         |
| -- | ---------------------- | ----- | ------------------ |
| 1  | Cile (bandiera)        | P     | Claudio Bravo      |
| 2  | Inghilterra (bandiera) | D     | Kyle Walker        |
| 5  | Inghilterra (bandiera) | D     | John Stones        |
| 7  | Inghilterra (bandiera) | A     | Raheem Sterling    |
| 8  | Germania (bandiera)    | C     | İlkay Gündoğan     |
| 9  | Brasile (bandiera)     | A     | Gabriel Jesus      |
| 10 | Argentina (bandiera)   | A     | Sergio Agüero      |
| 11 | Ucraina (bandiera)     | D     | Oleksandr Zinčenko |
| 12 | Spagna (bandiera)      | D     | Angeliño           |
| 14 | Spagna (bandiera)      | D     | Aymeric Laporte    |
| 16 | Spagna (bandiera)      | C     | Rodri              |
| 17 | Belgio (bandiera)      | C     | Kevin De Bruyne    |
| 19 | Germania (bandiera)    | A     | Leroy Sané         |
| 20 | Portogallo (bandiera)  | A     | Bernardo Silva     |

| N. |                        | Ruolo | Calciatore                  |
| -- | ---------------------- | ----- | --------------------------- |
| 21 | Spagna (bandiera)      | C     | David Silva (capitano)      |
| 22 | Francia (bandiera)     | D     | Benjamin Mendy              |
| 25 | Brasile (bandiera)     | C     | Fernandinho (vice capitano) |
| 26 | Algeria (bandiera)     | A     | Riyad Mahrez                |
| 27 | Portogallo (bandiera)  | D     | João Cancelo                |
| 30 | Argentina (bandiera)   | D     | Nicolás Otamendi            |
| 31 | Brasile (bandiera)     | P     | Ederson                     |
| 32 | Inghilterra (bandiera) | P     | Daniel Grimshaw             |
| 33 | Inghilterra (bandiera) | P     | Scott Carson                |
| 47 | Inghilterra (bandiera) | C     | Phil Foden                  |
| 50 | Spagna (bandiera)      | C     | Eric García                 |
| 69 | Inghilterra (bandiera) | C     | Tommy Doyle                 |
| 78 | Inghilterra (bandiera) | C     | Taylor Harwood-Bellis       |
| 82 | Spagna (bandiera)      | C     | Adrián Bernabé              |

## Calciomercato

### Sessione estiva(dall'1/7 all'8/8)
| Acquisti         | Acquisti     | Acquisti        | Acquisti              |
| R.               | Nome         | da              | Modalità              |
| ---------------- | ------------ | --------------- | --------------------- |
| P                | Scott Carson | Derby County    | prestito              |
| P                | Zack Steffen | Columbus Crew   | definitivo (8 mln €)  |
| D                | Angeliño     | PSV             | definitivo (12 mln €) |
| D                | Joao Cancelo | Juventus        | definitivo (65 mln €) |
| C                | Rodri        | Atlético Madrid | definitivo (70 mln €) |
| Altre operazioni |              |                 |                       |
| R.               | Nome         | da              | Modalità              |

| Cessioni         | Cessioni         | Cessioni           | Cessioni                |
| R.               | Nome             | a                  | Modalità                |
| ---------------- | ---------------- | ------------------ | ----------------------- |
| P                | Zack Steffen     | Fortuna Düsseldorf | prestito                |
| D                | Danilo           | Juventus           | definitivo (37 mln €)   |
| D                | Vincent Kompany  | -                  | svincolato              |
| D                | Douglas Luiz     | Aston Villa        | definitivo (16,8 mln €) |
| D                | Eliaquim Mangala | Valencia           | definitivo              |
| C                | Fabian Delph     | Everton            | definitivo (9,5 mln €)  |
| Altre operazioni |                  |                    |                         |
| R.               | Nome             | a                  | Modalità                |

### Sessione invernale(dall'1/1 al 31/1)
| Acquisti         | Acquisti         | Acquisti         | Acquisti         |
| R.               | Nome             | da               | Modalità         |
| Altre operazioni | Altre operazioni | Altre operazioni | Altre operazioni |
| R.               | Nome             | da               | Modalità         |
| ---------------- | ---------------- | ---------------- | ---------------- |

| Cessioni         | Cessioni        | Cessioni             | Cessioni |
| R.               | Nome            | a                    | Modalità |
| ---------------- | --------------- | -------------------- | -------- |
| D                | Angeliño        | RB Lipsia            | prestito |
| P                | Daniel Grimshaw | Hemel Hempstead Town | prestito |
| Altre operazioni |                 |                      |          |
| R.               | Nome            | da                   | Modalità |

## Risultati

### Premier League

#### Girone di andata
| Arbitro: | Dean |

|  |           |                                                      |
|  | Marcatori | 25’ Jesus 51’, 75’, 90+1’ Sterling 86’ (rig.) Agüero |

| Arbitro: | Oliver |

|                         |           |                            |
| Sterling 20’ Agüero 35’ | Marcatori | 23’ Lamela 56’ Lucas Moura |

| Arbitro: | Marriner |

|              |           |                              |
| Wilson 45+3’ | Marcatori | 15’, 64’ Agüero 43’ Sterling |

| Arbitro: | Moss |

|                                           |           |  |
| De Bruyne 2’ Agüero 42’, 55’ B. Silva 79’ | Marcatori |  |

| Arbitro: | Friend |

|                                   |           |                      |
| McLean 18’ Cantwell 28’ Pukki 50’ | Marcatori | 45’ Agüero 88’ Rodri |

| Arbitro: | Dean |

|                                                                                           |           |  |
| D. Silva 1’ Agüero 7’ (rig.) Mahrez 12’ B. Silva 15’, 48’, 60’ Otamendi 18’ De Bruyne 84’ | Marcatori |  |

| Arbitro: | Oliver |

|                   |           |                                   |
| Calvert-Lewin 33’ | Marcatori | 24’ Jesus 71’ Mahrez 84’ Sterling |

| Arbitro: | Pawson |

|  |           |                   |
|  | Marcatori | 80’, 90+4’ Traoré |

| Arbitro: | Taylor |

|  |           |                        |
|  | Marcatori | 39’ Jesus 41’ D. Silva |

| Arbitro: | Scott |

|                                        |           |  |
| Sterling 46’ D. Silva 65’ Gündoğan 70’ | Marcatori |  |

| Arbitro: | Mason |

|                       |           |                 |
| Agüero 70’ Walker 86’ | Marcatori | 13’ Ward-Prowse |

| Arbitro: | Oliver |

|                               |           |              |
| Fabinho 6’ Salah 13’ Mané 51’ | Marcatori | 78’ B. Silva |

| Arbitro: | Atkinson |

|                          |           |           |
| De Bruyne 29’ Mahrez 37’ | Marcatori | 21’ Kanté |

| Arbitro: | Kavanagh |

|                         |           |                            |
| Willems 25’ Shelvey 88’ | Marcatori | 22’ Sterling 82’ De Bruyne |

| Arbitro: | Moss |

|           |           |                                     |
| Brady 89’ | Marcatori | 24’, 50’ Jesus 68’ Rodri 87’ Mahrez |

| Arbitro: | Taylor |

|              |           |                                 |
| Otamendi 85’ | Marcatori | 23’ (rig.) Rashford 29’ Martial |

| Arbitro: | Tierney |

|  |           |                                |
|  | Marcatori | 2’, 40’ De Bruyne 15’ Sterling |

| Arbitro: | Dean |

|                                          |           |           |
| Mahrez 30’ Gündoğan 43’ (rig.) Jesus 69’ | Marcatori | 22’ Vardy |

| Arbitro: | Atkinson |

|                                    |           |                   |
| Traoré 55’ Jiménez 82’ Doherty 89’ | Marcatori | 25’, 50’ Sterling |

#### Girone di ritorno
| Arbitro: | Kavanagh |

|                          |           |  |
| Agüero 52’ De Bruyne 82’ | Marcatori |  |

| Arbitro: | Marriner |

|                |           |                 |
| Jesus 51’, 58’ | Marcatori | 71’ Richarlison |

| Arbitro: | Moss |

|                |           |                                             |
| El Ghazi 90+1’ | Marcatori | 18’, 24’ Mahrez 28’, 57’ Agüero 90+1’ Jesus |

| Arbitro: | Scott |

|                 |           |                                  |
| Agüero 82’, 87’ | Marcatori | 39’ Tosun 90’ (aut.) Fernandinho |

| Arbitro: | Mason |

|  |           |            |
|  | Marcatori | 73’ Agüero |

| Arbitro: | Dean |

|                                |           |  |
| Bergwijn 63’ Son Heung-min 71’ | Marcatori |  |

| Arbitro: | Friend |

|                         |           |  |
| Rodri 30’ De Bruyne 62’ | Marcatori |  |

| Arbitro: | Tierney |

|  |           |           |
|  | Marcatori | 80’ Jesus |

| Arbitro: | Anthony Taylor |

|                                                 |           |  |
| Sterling 45+2’ De Bruyne 51’ (rig.) Foden 90+2’ | Marcatori |  |

| Arbitro: | Dean |

|                             |           |  |
| Martial 30’ McTominay 90+6’ | Marcatori |  |

| Arbitro: | Andre Marriner |

|                                                   |           |  |
| Foden 22’ Mahrez 43’, 45+3’ (rig.), 63’ Silva 51’ | Marcatori |  |

| Arbitro: | Stuart Attwell |

|                                |           |               |
| Pulisic 36’ Willian 78’ (rig.) | Marcatori | 55’ De Bruyne |

| Arbitro: | Anthony Taylor |

|                                                                    |           |  |
| De Bruyne 25’ (rig.) Sterling 35’ Foden 45’ Chamberlain 66’ (aut.) | Marcatori |  |

| Arbitro: | Andre Marriner |

|           |           |  |
| Adams 16’ | Marcatori |  |

| Arbitro: | Andy Madley |

|                                                                    |           |  |
| Jesus 10’ Mahrez 21’ Fernández 58’ (aut.) Silva 65’ Sterling 90+1’ | Marcatori |  |

| Arbitro: | Graham Scott |

|  |           |                                            |
|  | Marcatori | 21’, 33’, 81’ Sterling 44’ Jesus 56’ Silva |

| Arbitro: | Lee Mason |

|                    |           |            |
| Silva 6’ Jesus 39’ | Marcatori | 88’ Brooks |

| Arbitro: | Michael Oliver |

|  |           |                                         |
|  | Marcatori | 31’, 40’ Sterling 63’ Foden 66’ Laporte |

| Arbitro: | Craig Mawson |

|                                                        |           |  |
| Jesus 11’ De Bruyne 45+1’, 90’ Sterling 79’ Mahrez 83’ | Marcatori |  |

### FA Cup
| Arbitro: | Mason |

|                                                      |           |          |
| Zinčenko 19’ Aguero 42’ Harwood-Bellis 74’ Foden 76’ | Marcatori | 35’ Pope |

| Arbitro: | Friend |

|                                                 |           |  |
| Gündoğan 8’ (rig.) B.Silva 19’ G.Jesus 72’, 75’ | Marcatori |  |

| Arbitro: | Oliver |

|  |           |            |
|  | Marcatori | 53’ Agüero |

| Arbitro: | Mason |

|  |           |                                   |
|  | Marcatori | 37’ (rig.) De Bruyne 68’ Sterling |

| Arbitro: | Moss |

|                     |           |  |
| Aubameyang 19’, 71’ | Marcatori |  |

### EFL Cup
| Arbitro: | Mason |

|  |           |                                          |
|  | Marcatori | 19’ Sterling 35’ Jesus 42’ (aut.) Ledson |

| Arbitro: | Moss |

|                              |           |              |
| Otamendi 20’ Agüero 38’, 56’ | Marcatori | 75’ Stephens |

| Arbitro: | Madley |

|            |           |                               |
| Taylor 46’ | Marcatori | 22’ Cancelo 51’, 70’ Sterling |

| Arbitro: | Mike Dean |

|              |           |                                            |
| Rashford 70’ | Marcatori | 17’ B. Silva 33’ Mahrez 39’ (aut.) Pereira |

| Arbitro: | Friend |

|  |           |           |
|  | Marcatori | 35’ Matic |

| Arbitro: | Mason |

|             |           |                      |
| Samatta 41’ | Marcatori | 20’ Agüero 30’ Rodri |

### UEFA Champions League

#### Fase a gironi
| Arbitro: | Artur Soares Dias |

|  |           |                                           |
|  | Marcatori | 24’ Mahrez 38’ Gündoğan 76’ Gabriel Jesus |

| Arbitro: | Serdar Gözübüyük |

|                          |           |  |
| Sterling 66’ Foden 90+5’ | Marcatori |  |

| Arbitro: | Orel Grinfeeld |

|                                               |           |                         |
| Agüero 34’, 38’ (rig.) Sterling 58’, 64’, 69’ | Marcatori | 28’ (rig.) Malinovs'kyj |

| Arbitro: | Aljaksej Kul'bakoŭ |

|             |           |             |
| Pašalić 49’ | Marcatori | 7’ Sterling |

| Arbitro: | Slavko Vinčić |

|              |           |             |
| Gündoğan 56’ | Marcatori | 69’ Solomon |

| Arbitro: | Carlos del Cerro Grande |

|          |           |                                       |
| Olmo 10’ | Marcatori | 34’, 50’, 54’ Gabriel Jesus 84’ Foden |

#### Fase a eliminazione diretta
| Arbitro: | Daniele Orsato |

|          |           |                                        |
| Isco 60’ | Marcatori | 78’ Gabriel Jesus 83’ (rig.) De Bruyne |

| Arbitro: | Felix Brych |

|                       |           |             |
| Sterling 9’ Jesus 68’ | Marcatori | 28’ Benzema |

| Arbitro: | Danny Makkelie |

|               |           |                             |
| 69’ De Bruyne | Marcatori | 24’ Cornet 79’, 87’ Dembélé |

### FA Community Shield
| Arbitro: | Atkinson |

|                                                    |                      |                                                      |
| Matip 77’                                          | Marcatori            | 12’ Sterling                                         |
| Shaqiri Wijnaldum Lallana Oxlade-Chamberlain Salah | Tiri di rigore 4 – 5 | Gündoğan Bernardo Silva Foden Zinčenko Gabriel Jesus |

## Statistiche
Statistiche aggiornate al 15 agosto 2020.

### Statistiche di squadra
| Competizione     | Punti | In casa | In casa | In casa | In casa | In casa | In casa | In trasferta | In trasferta | In trasferta | In trasferta | In trasferta | In trasferta | Totale | Totale | Totale | Totale | Totale | Totale | DR  |
| Competizione     | Punti | G       | V       | N       | P       | Gf      | Gs      | G            | V            | N            | P            | Gf           | Gs           | G      | V      | N      | P      | Gf     | Gs     | DR  |
| ---------------- | ----- | ------- | ------- | ------- | ------- | ------- | ------- | ------------ | ------------ | ------------ | ------------ | ------------ | ------------ | ------ | ------ | ------ | ------ | ------ | ------ | --- |
| Premier League   | 81    | 19      | 15      | 2       | 2       | 57      | 13      | 19           | 11           | 1            | 7            | 45           | 22           | 38     | 26     | 3      | 8      | 102    | 35     | +67 |
| FA Cup           | -     | 2       | 2       | 0       | 0       | 8       | 1       | 3            | 2            | 0            | 1            | 3            | 2            | 5      | 4      | 0      | 1      | 11     | 3      | +8  |
| League Cup       | -     | 2       | 1       | 0       | 1       | 3       | 2       | 4            | 4            | 0            | 0            | 11           | 3            | 6      | 5      | 0      | 1      | 14     | 5      | +9  |
| Champions League | 14    | 4       | 3       | 1       | 0       | 10      | 3       | 4            | 3            | 1            | 0            | 10           | 3            | 9      | 6      | 2      | 1      | 21     | 9      | +12 |
| Community Shield |       | 0       | 0       | 0       | 0       | 0       | 0       | 0            | 0            | 0            | 0            | 0            | 0            | 1      | 0      | 1      | 0      | 1      | 1      | 0   |
| Totale           | -     | 27      | 21      | 3       | 3       | 78      | 19      | 30           | 20           | 2            | 8            | 69           | 30           | 59     | 41     | 6      | 12     | 149    | 53     | +96 |

### Andamento in campionato
| Giornata  | 1 | 2 | 3 | 4 | 5 | 6 | 7 | 8 | 9 | 10 | 11 | 12 | 13 | 14 | 15 | 16 | 17 | 18 | 19 | 20 | 21 | 22 | 23 | 24 | 25 | 26 | 27 | 28 | 29 | 30 | 31 | 32 | 33 | 34 | 35 | 36 | 37 | 38 |
| --------- | - | - | - | - | - | - | - | - | - | -- | -- | -- | -- | -- | -- | -- | -- | -- | -- | -- | -- | -- | -- | -- | -- | -- | -- | -- | -- | -- | -- | -- | -- | -- | -- | -- | -- | -- |
| Luogo     | T | C | T | C | T | C | T | C | T | C  | C  | T  | C  | T  | T  | C  | T  | C  | T  | C  | C  | T  | C  | T  | T  | C  | T  | T  | C  | C  | T  | C  | T  | C  | T  | C  | T  | C  |
| Risultato | V | N | V | V | P | V | V | P | V | V  | V  | P  | V  | N  | V  | P  | V  | V  | V  | V  | V  | V  | N  | V  | P  | V  | V  | P  | V  | V  | P  | V  | P  | V  | V  | V  | V  | V  |
| Posizione | 1 | 3 | 2 | 2 | 2 | 2 | 2 | 2 | 2 | 2  | 2  | 4  | 3  | 3  | 3  | 3  | 3  | 3  | 3  | 3  | 3  | 2  | 2  | 2  | 2  | 2  | 2  | 2  | 2  | 2  | 2  | 2  | 2  | 2  | 2  | 2  | 2  | 2  |

Legenda:

Luogo: C = Casa; T = Trasferta. Risultato: V = Vittoria; N = Pareggio; P = Sconfitta.

### Statistiche dei giocatori
Statistiche aggiornate al 15 agosto 2020.
| Giocatore         | Premier League | Premier League | Premier League | Premier League | FA Cup+EFL Cup | FA Cup+EFL Cup | FA Cup+EFL Cup | FA Cup+EFL Cup | Champions League | Champions League | Champions League | Champions League | FA Community Shield | FA Community Shield | FA Community Shield | FA Community Shield | Totale   | Totale | Totale      | Totale     |
| Giocatore         | Presenze       | Reti           | Ammonizioni    | Espulsioni     | Presenze       | Reti           | Ammonizioni    | Espulsioni     | Presenze         | Reti             | Ammonizioni      | Espulsioni       | Presenze            | Reti                | Ammonizioni         | Espulsioni          | Presenze | Reti   | Ammonizioni | Espulsioni |
| ----------------- | -------------- | -------------- | -------------- | -------------- | -------------- | -------------- | -------------- | -------------- | ---------------- | ---------------- | ---------------- | ---------------- | ------------------- | ------------------- | ------------------- | ------------------- | -------- | ------ | ----------- | ---------- |
| Angeliño          | 6              | 0              | 1              | 0              | 2+3            | 0+0            | 0+0            | 0+0            | 1                | 0                | 0                | 0                | -                   | -                   | -                   | -                   | 12       | 0      | 1           | 0          |
| S. Agüero         | 24             | 16             | 1              | 0              | 2+3            | 2+3            | 0+0            | 0+0            | 3                | 2                | 0                | 0                | -                   | -                   | -                   | -                   | 32       | 23     | 1           | 0          |
| C. Bravo          | 4              | -7             | 0              | 0              | 4+6            | -1+-5          | 0+0            | 0+0            | 2                | -2               | 0                | 1                | 1                   | -1                  | 0                   | 0                   | 17       | -16    | 0           | 1          |
| A. Bernabé        | -              | -              | -              | -              | 0+3            | 0+0            | 0+0            | 0+0            | -                | -                | -                | -                | -                   | -                   | -                   | -                   | 3        | 0      | 0           | 0          |
| J. Cancelo        | 17             | 0              | 3              | 0              | 4+4            | 0+1            | 0+0            | 0+0            | 8                | 0                | 1                | 0                | -                   | -                   | -                   | -                   | 33       | 1      | 4           | 0          |
| S. Carson         | -              | -              | -              | -              | -              | -              | -              | -              | -                | -                | -                | -                | -                   | -                   | -                   | -                   | -        | -      | -           | -          |
| K. De Bruyne      | 35             | 13             | 3              | 0              | 2+3            | 1+0            | 0+0            | 0+0            | 7                | 2                | 1                | 0                | 1                   | 0                   | 1                   | 0                   | 48       | 16     | 5           | 0          |
| T. Doyle          | 1              | 0              | 0              | 0              | 1+1            | 0+0            | 0+0            | 0+0            | -                | -                | -                | -                | -                   | -                   | -                   | -                   | 3        | 0      | 0           | 0          |
| Ederson           | 35             | -28            | 3              | 1              | 1+0            | -2+-0          | 0+0            | 0+0            | 8                | -7               | 0                | 0                | -                   | -                   | -                   | -                   | 44       | -37    | 3           | 1          |
| Fernandinho       | 30             | 0              | 7              | 2              | 1+2            | 0+0            | 0+0            | 0+0            | 8                | 0                | 4                | 0                | -                   | -                   | -                   | -                   | 41       | 0      | 11          | 2          |
| P. Foden          | 23             | 5              | 0              | 0              | 4+5            | 1+0            | 0+0            | 0+0            | 5                | 2                | 1                | 1                | 1                   | 0                   | 0                   | 0                   | 38       | 8      | 1           | 1          |
| E. García         | 13             | 0              | 1              | 0              | 2+3            | 0+0            | 0+0            | 0+0            | 2                | 0                | 0                | 0                | -                   | -                   | -                   | -                   | 20       | 0      | 1           | 0          |
| D. Grimshaw       | -              | -              | -              | -              | -              | -              | -              | -              | -                | -                | -                | -                | -                   | -                   | -                   | -                   | -        | -      | -           | -          |
| İ. Gündoğan       | 31             | 2              | 7              | 0              | 4+5            | 1+0            | 0+0            | 0+0            | 9                | 2                | 0                | 0                | 1                   | 0                   | 0                   | 0                   | 50       | 5      | 7           | 0          |
| T. Harwood-Bellis | -              | -              | -              | -              | 1+2            | 1+0            | 0+0            | 0+0            | 1                | 0                | 0                | 0                | -                   | -                   | -                   | -                   | 4        | 1      | 0           | 0          |
| G. Jesus          | 34             | 14             | 3              | 0              | 4+6            | 2+1            | 0+0            | 0+0            | 8                | 6                | 0                | 0                | 1                   | 0                   | 0                   | 0                   | 53       | 23     | 3           | 0          |
| A. Laporte        | 15             | 1              | 1              | 0              | 2+0            | 0+0            | 0+0            | 0+0            | 3                | 0                | 0                | 0                | -                   | -                   | -                   | -                   | 20       | 1      | 1           | 0          |
| R. Mahrez         | 33             | 11             | 0              | 0              | 5+5            | 0+1            | 1+0            | 0+0            | 7                | 1                | 0                | 0                | -                   | -                   | -                   | -                   | 50       | 13     | 1           | 0          |
| B. Mendy          | 19             | 0              | 3              | 0              | 3+2            | 0+0            | 0+0            | 0+0            | 6                | 0                | 3                | 0                | -                   | -                   | -                   | -                   | 30       | 0      | 6           | 0          |
| N. Otamendi       | 24             | 2              | 4              | 0              | 3+3            | 0+1            | 0+1            | 0+0            | 8                | 0                | 1                | 0                | 1                   | 0                   | 0                   | 0                   | 39       | 3      | 6           | 0          |
| Rodri             | 35             | 3              | 8              | 0              | 4+4            | 0+1            | 0+3            | 0+0            | 8                | 0                | 2                | 0                | 1                   | 0                   | 0                   | 0                   | 52       | 4      | 13          | 0          |
| L. Sané           | 1              | 0              | 0              | 0              | -              | -              | -              | -              | -                | -                | -                | -                | 1                   | 0                   | 0                   | 0                   | 2        | 0      | 0           | 0          |
| B. Silva          | 34             | 6              | 5              | 0              | 4+6            | 1+1            | 0+0            | 0+0            | 7                | 0                | 1                | 0                | 1                   | 0                   | 0                   | 0                   | 52       | 8      | 6           | 0          |
| D. Silva          | 27             | 6              | 0              | 0              | 5+3            | 0+0            | 0+0            | 0+0            | 4                | 0                | 0                | 0                | 1                   | 0                   | 0                   | 0                   | 40       | 6      | 0           | 0          |
| R. Sterling       | 33             | 20             | 5              | 0              | 4+5            | 1+3            | 0+1            | 0              | 9                | 6                | 0                | 0                | 1                   | 1                   | 0                   | 0                   | 52       | 31     | 6           | 0          |
| J. Stones         | 16             | 0              | 0              | 0              | 3+3            | 0+0            | 0+0            | 0+0            | 1                | 0                | 0                | 0                | 1                   | 0                   | 0                   | 0                   | 24       | 0      | 0           | 0          |
| K. Walker         | 29             | 1              | 5              | 0              | 2+4            | 0+0            | 0+1            | 0+0            | 6                | 0                | 0                | 0                | 1                   | 0                   | 0                   | 0                   | 42       | 1      | 6           | 0          |
| O. Zinčenko       | 19             | 0              | 0              | 1              | 1+2            | 1+0            | 0+0            | 0+0            | 2                | 0                | 0                | 0                | 1                   | 0                   | 0                   | 0                   | 25       | 1      | 0           | 1          |